# رالف كيرشفال
رالف كيرشفال (بالإنجليزية: Ralph Kercheval)‏ هو لاعب كرة قدم أمريكية أمريكي، ولد في 1 ديسمبر 1911 في كنتاكي في الولايات المتحدة، وتوفي في 6 أكتوبر 2010 في ليكسينغتون في الولايات المتحدة.